# Oliver Glasner
Oliver Glasner (Salzburgo, 28 de agosto de 1974) é um ex-futebolista e treinador de futebol austríaco que jogava como zagueiro. Atualmente comanda o Crystal Palace.

## Carreira
Glasner jogou quase toda a carreira profissional no Ried, entre 1992 e 2011, tendo atuado em 516 partidas e marcado 27 gols. Em 2003–04, defendeu o LASK por empréstimo, mas sua passagem pelo clube durou apenas 3 jogos antes de voltar ao Ried na temporada seguinte. O zagueiro abandonou os gramados devido a uma hemorragia cerebral ocorrida durante um treino de jogo aéreo - ele havia sofrido um choque de cabeça no jogo contra o Rapid Viena, que havia causado um corte acima do olho e uma pequena concussão. Em 19 anos, foram 519 partidas oficiais.
Sem ter defendido a seleção principal da Áustria, representou a equipe Sub-21 entre 1993 e 1995 (9 jogos).

## Carreira de técnico
Após deixar os gramados, Glasner tornou-se coordenador esportivo do Red Bull Salzburg, virando posteriormente auxiliar de Roger Schmidt, com quem trabalharia junto até 2014. Ele optou em não seguir com o técnico para o Bayer Leverkusen e iniciou a carreira de treinador principal no Ried, onde permaneceu por um ano.
Em 2015 voltaria ao LASK, onde acumulou funções de gestor esportivo e treinador. Sob o comando de Glasner, a equipe de Linz conquistou a vaga para a terceira fase eliminatória da Liga Europa da UEFA de 2018–19, a primeira participação em competições europeias desde 2000, e também para a mesma etapa da Liga dos Campeões da UEFA. Ele ainda comandou o Wolfsburg por 2 temporadas antes de assinar com o Eintracht Frankfurt até 2024.
Embora tivesse um desempenho irregular na Bundesliga, o Eintracht teve desempenho destacado na Liga Europa da UEFA de 2021–22, eliminando Barcelona e West Ham até a decisão contra o Rangers. Após 97 jogos, Glasner deixou o clube ao final da temporada 2022–23, um ano antes do término de seu contrato.
Em 2025, conquistou a Copa da Inglaterra pelo Crystal Palace, a primeira da história do clube, contra o Manchester City.

## Títulos

### Como jogador
Ried
- Copa da Áustria: 1997–98 e 2010–11
- 2. Liga: 2004–05

### Como treinador
Eintracht Frankfurt
- Liga Europa da UEFA: 2021–22

Crystal Palace
- Copa da Inglaterra: 2024–25
- Supercopa da Inglaterra: 2025[11]